# Zełeniw
Zełeniw (ukr. Зеленів) – wieś na Ukrainie, w obwodzie czerniowieckim, w rejonie wyżnickim, w hromadzie Brusnycia. W 2001 liczyła 836 mieszkańców.